# Première Nation de Whitesand

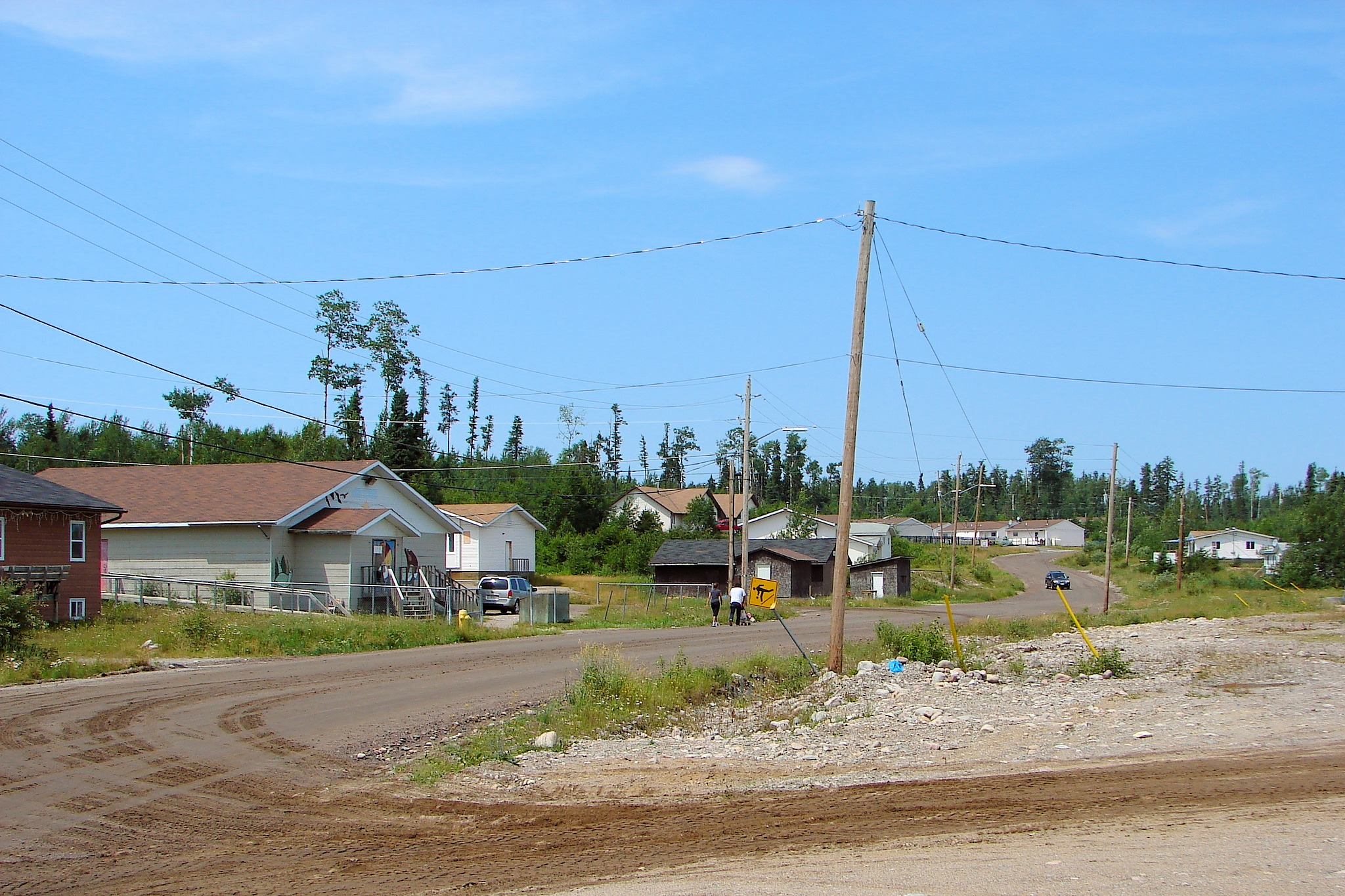
Réserve de Whiteshand

La Première Nation de Whitesand est une Première Nation ojibwée du Nord de l'Ontario au Canada. Elle possède la réserve de Whitesand de 249 hectares. En juin 2008, elle avait une population totale enregistrée de 1 086 membres dont 311 vivaient sur la réserve. Elle est membre de l'Independent First Nations Alliance et de la Nishnawbe Aski Nation. Elle est également membre de Waaskiinaysay Ziibi Inc. (en), une corporation de développement économique formée de cinq Premières Nations du lac Nipigon.

## Annexe